# Коріт
Коріт, також Коріф (грец. Korithos) — син Зевса, чоловік Електри, батько Яса й Дардана, засновник Коріфа в Етрурії;
Коріт — епонім корітіян з Тегеї;
Коріт — син Паріса й Енони;
Коріт — герой з Мармарики, якого було запрошено на весілля Персея.